# Зайниев, Фарход Нуритдинович
Фарход Нуритдинович Зайниев (узб. Farhod Nuritdinovich Zayniev; род. 30 июня 1981, город Карши, Кашкадарьинская область, Узбекская ССР, СССР) — узбекский финансист, юриспрудент, депутат Законодательной палаты Олий Мажлиса Республики Узбекистан. Член Демократической партии Узбекистана «Миллий Тикланиш».

## Биография
Родился 30 июня 1981 года в Кашкадарьинской области. В 2002 окончил Ташкентский государственный технический университет, в 2004 году Ташкентский финансовый институт. В 2008 году окончил факультет юриспруденции Ташкентского государственного юридического университета. Владеет узбекским, английским и русским языками.
С 2001 по 2002 ведущий специалист отдела операционного управления Узпромстройбанка.
С 2005 по 2006 год занимал должность специалиста первой категории Управления отделениями Национального банка, а с 2006—2007 должность специалиста управления организации мониторинга розничного кредитования.
В 2009—2016 годах должность начальника Управления денежных обращений и кассовых операций департамента.
В 2016 году работал управляющим Кашкадарьинского областного отдела Национального банка внешнеэкономической деятельности Республики Узбекистан.
В 2020 году был избран депутатом Законодательной палаты Олий Мажлиса Республики Узбекистан. Стал членом фракции демократической партии Узбекистана «Миллий Тикланиш». Входит в комитет по вопросам промышленности, строительства и торговли.